# Nový měsíc
Nový měsíc je jedna z knih ze série Stmívání Stephenie Meyerové.

## Děj knihy
Bella má narozeniny a i když všem řekla, že mají dělat jako kdyby je neměla, tak pro ní Alice udělá narozeninovou oslavu. Na oslavě se řízne do prstu o papír při rozbalování dárků které dostala. Jasper se na ní vrhne protože její krvi neodolá. Sice přežije, ale Edward se k ní od té doby začne chovat jinak než předtím. Nakonec jí vezme kousek do lesa od jejího domu a tam jí řekne, že on i celá jeho rodina odjíždějí. Řekl jí, že už jí nemiluje. Což však není pravda odjíždí z Forks jen proto,že si myslí, že bez jeho přítomnosti bude Bella v bezpečí. Ona mu uvěří, že ji opravdu nemiluje celou tu dobu si to myslela, že pro něj není dost dobrá. Nejdřív, než odjede mu ale Bella musí něco slíbit, že se nikdy nepokusí udělat nic nebezpečného. Nic co by jí mohlo ohrozit její život. Edward Belle také něco slíbí, že už jí nikdy neuvidí. Že to bude jako kdyby nikdy neexistoval.
Bella hodně trpí , ale skamarádí se s Jacobem.jednou si Bella řekla, že když Edward porušil svůj slib (že od ní nikdy neodjede) tak že ona může porušit i ten svůj a proto zachrání ze skládky 2 motorky. Jelikož motorky nejsou pojízdné vezme je k Jacobovi. Ten jí slíbí že se pokusí je opravit a naučí ji na nich jezdit. Bella se na své motorce s pomocí Jacoba rozjela. Všechno šlo dobře, ale chvilku na to uslyšela v hlavě Edwardův hlas, který jí říkal že to nemá dělat, že si může ublížit a to nesmí Charliemu udělat. Jacob se později stane vlkodlakem a bude se bát to říct Belle. Jacob Belle napoví a jí dojde , že je vlkodlak. V La Push je celá smečka vlkodlaku, ale tito vlkodlaci jsou tu proto, aby ochraňovali lidi před upíry.Smečku v La Push vede Sam, který je tzv. Alfa . Mezitím Bellu bude chtít připravit o život Laurent který je zrovna na lovu. Dozví se od něj že Victoria jí pronásleduje a že chce pomstít svého druha kterého zabil Eward-druha za druha. Avšak Samova smečka ho zabije. Bella slyší Edwardův hlas, pokud ji hrozí nebezpečí např. když se uhodí do hlavy, pádem z motorky a také když ji Laurent chtěl zabít slyšela jeho hlas. Proto seskočí z útesu, Jacob ji zachrání. Ale Alice má vizi, že je Bella mrtvá, proto jede do Forks přesvědčit se jestli je to pravda.Bella na Alici naléhá aby u ní několik dní zůstala na návštěvě.Když Alice byla na lovu přijel za Bellou Jacob. Chvilku si povídali, když v tom někdo volal. Byl to Edward, který se od Rosalie dozvěděl že Bella skočila z útesu. Ptal se na Charlieho. Telefon ale naneštěstí zvedl Jacob a řekl, že Charlie doma není, že je na pohřbu. protože mu zrovna umřel kamarád. Edward si ale myslí, že je to Bellin pohřeb a vydává se do Itálie,s úmyslem poprosit o smrt nejmocnější upíří rodinu na světě – Volturi. Ti však Edwarda nezabijí a proto se Edward rozhodne v pravé poledne předstoupit před hodiny na náměstí polonahý, jelikož jeho kůže je na slunečním světle zářivá, chce upoutat pozornost, aby ho Volturiové zabili protože bez Belly nechce žít.Bella která se to díky Alici dozvěděla, se s ní vydává o Itálie, aby Edwardovi zabránila ve zbytečné smrti.Volturiovi - největší rodina upírů na světě - si je ale pozve do svého sídla a tam Edwardovi řekne, že jestli chce aby Bella přežila tak, že jí bude muset v co nejbližší době proměnit na upíra. Edward, sice nerad ale souhlasí a všichni odjíždějí z Itálie. Bella celou cestu nezavře oči, protože se moc bojí, že až by je znovu otevřela, Edward už tam nebude. Bohužel u svého domu už to nevydrží a usíná. Po celém prospaném dni se probudí a myslí si, že je mrtvá, jelikož je Edward pořád v jejím pokoji. Ten jí ale přesvědčí, že není mrtvá a slíbí jí, že už od ní nikdy neodejde.Bella společně s Edwardem a celou jeho rodinou (Esme,Emmetem,Rosalií,Alicí,Jasperem a Carlislem) stanoví datum, kdy Bellu promění v upíra.